# Neto Borges
Vivaldo Borges dos Santos Neto (Saubara, Brasil, 13 de septiembre de 1996), conocido como Neto Borges, es un futbolista brasileño. Juega de defensa y su equipo es el Middlesbrough F. C. de la EFL Championship inglesa.

## Trayectoria
Neto Borges comenzó su carrera en 2017 en el Boca Júnior de Cristinápolis y el Itabaiana. Ese año además, ganó la Copa Santa Catarina con el Atlético Tubarão.
De cara a la temporada 2018, firmó por el Hammarby Fotboll de la Allsvenskan sueca. Disputó 26 encuentros con el club sueco, siendo parte del 11 ideal de la temporada 2018.
En enero de 2019 continuó su carrera en Bélgica en el K. R. C. Genk. La transferencia estimada de 2 a 3 millones de euros fue récord para el Hammarby. En su etapa en Genk, fue cedido al C. R. Vasco da Gama y al C. D. Tondela.
El 13 de junio de 2022 fichó por dos años por el Clermont Foot 63 de la Ligue 1 francesa. Después de esas dos campañas, en agosto de 2024 se marchó al Middlesbrough F. C. inglés.

## Estadísticas
Actualizado al último partido disputado el 3 de mayo de 2025.
| Club                           | Div.          | Temporada     | Liga  | Liga  | Copas nacionales | Copas nacionales | Copas internacionales | Copas internacionales | Total | Total |
| Club                           | Div.          | Temporada     | Part. | Goles | Part.            | Goles            | Part.                 | Goles                 | Part. | Goles |
| ------------------------------ | ------------- | ------------- | ----- | ----- | ---------------- | ---------------- | --------------------- | --------------------- | ----- | ----- |
| Boca Júnior · Brasil           | Est.          | 2017          | 13    | 0     | —                | —                | —                     | —                     | 13    | 0     |
| Boca Júnior · Brasil           | Total club    | Total club    | 13    | 0     | 0                | 0                | 0                     | 0                     | 13    | 0     |
| Itabaiana · Brasil             | 4.ª           | 2017          | 5     | 0     | —                | —                | —                     | —                     | 5     | 0     |
| Itabaiana · Brasil             | Total club    | Total club    | 5     | 0     | 0                | 0                | 0                     | 0                     | 5     | 0     |
| Hammarby · Suecia              | 1.ª           | 2018          | 26    | 0     | 4                | 0                | —                     | —                     | 30    | 0     |
| Hammarby · Suecia              | Total club    | Total club    | 26    | 0     | 4                | 0                | 0                     | 0                     | 30    | 0     |
| K. R. C. Genk · Bélgica        | 1.ª           | 2018-19       | 1     | 0     | 1                | 0                | —                     | —                     | 2     | 0     |
| K. R. C. Genk · Bélgica        | 1.ª           | 2019-20       | 5     | 0     | 0                | 0                | 1                     | 0                     | 6     | 0     |
| K. R. C. Genk · Bélgica        | Total club    | Total club    | 6     | 0     | 1                | 0                | 1                     | 0                     | 8     | 0     |
| C. R. Vasco da Gama · Brasil   | 1.ª           | 2020          | 19    | 0     | 1                | 0                | 3                     | 0                     | 23    | 0     |
| C. R. Vasco da Gama · Brasil   | Total club    | Total club    | 19    | 0     | 1                | 0                | 3                     | 0                     | 23    | 0     |
| C. D. Tondela Portugal         | 1.ª           | 2020-21       | 29    | 1     | 6                | 2                | —                     | —                     | 35    | 3     |
| C. D. Tondela Portugal         | Total club    | Total club    | 29    | 1     | 6                | 2                | 0                     | 0                     | 35    | 3     |
| Clermont Foot 63 Francia       | 1.ª           | 2022-23       | 33    | 3     | 1                | 0                | —                     | —                     | 34    | 3     |
| Clermont Foot 63 Francia       | 1.ª           | 2023-24       | 28    | 0     | 2                | 0                | —                     | —                     | 30    | 0     |
| Clermont Foot 63 Francia       | Total club    | Total club    | 61    | 3     | 3                | 0                | 0                     | 0                     | 64    | 3     |
| Middlesbrough F. C. Inglaterra | 2.ª           | 2024-25       | 35    | 1     | 0                | 0                | —                     | —                     | 35    | 1     |
| Middlesbrough F. C. Inglaterra | Total club    | Total club    | 35    | 1     | 0                | 0                | 0                     | 0                     | 35    | 1     |
| Total carrera                  | Total carrera | Total carrera | 194   | 5     | 15               | 2                | 4                     | 0                     | 213   | 7     |

## Palmarés

### Títulos estatales
| Título              | Club             | País           | Año  |
| ------------------- | ---------------- | -------------- | ---- |
| Copa Santa Catarina | Atlético Tubarão | Santa Catarina | 2017 |

### Títulos nacionales
| Título               | Club          | País    | Año     |
| -------------------- | ------------- | ------- | ------- |
| Pro League           | K. R. C. Genk | Bélgica | 2018-19 |
| Supercopa de Bélgica | K. R. C. Genk | Bélgica | 2019    |